# Ірландська асоціація компаній звукозапису
Ірландська асоціація компаній звукозапису (англ. Irish Recorded Music Association, IRMA) — асоціація, що представляє інтереси звукозаписної індустрії Ірландії. Учасниками асоціації можуть стати лише ірландські компанії. Всі учасники вносять щорічну плату, в наш час[коли?] IRMA має 51 учасника.
IRMA створена, щоб просувати і захищати інтереси та добробут ірландських звукозаписних індустрій. Асоціація має такі чарти: Top 75 Albums, Top 50 Singles, Top 10 Classical Albums, Top 10 Classical Albums, Top 20 Multi-Artist Compilation Albums, Top 30 Videos, Top 20 DVDs, Top 10 Music DVDS.
12 квітня 2005 асоціація подала в суд на сайт «filesharers», які незаконно викладали музику в Інтернеті. 15 листопада 2005 IRMA почала другу фазу боротьби проти «filesharers».
1. ↑  https://www.lobbyfacts.eu/datacard/irish-recorded-music-association?rid=153381916892-45